# 엘라프로사우루스
엘라프로사우루스(Elaphrosaurus)는 중생대 쥐라기 후기에 살았던 육식공룡이다. 용반류-케라토사우루스과에 속하고, 화석은 탄자니아 부근에서 발견되었다. 학명은 가벼운 도마뱀이라는 의미를 갖는다. 전체 몸 길이는 약 6m, 체중은 200kg정도 되었을 것으로 추정된다. 긴 목과 꼬리를 가졌고, 경골 부위는 대퇴골보다 길어서 빨리 달릴 수 있었을 것으로 추측된다.